# Dagaz
Cette page contient des caractères spéciaux ou non latins. S’ils s’affichent mal (▯, ?, etc.), consultez la page d’aide Unicode.
Dagaz est la vingt-troisième rune du Futhark (l'alphabet runique des anciens peuples germaniques) et la septième de la famille de Tīwaz. Elle est précédée par Ingwaz et suivie d'Ōþalan. Elle a donné, par exemple, l'allemand Tag, le néerlandais et suédois Dag et l'anglais day.
Son caractère Unicode est 16DE.
Le nom de cette rune était dæg « jour » en vieil anglais ; l'usage en fut abandonné dans la version brève de l'alphabet runique en usage en Scandinavie, de sorte qu'il n'y a pas de nom en vieux norrois. Le Codex Vindobonensis 795 donne un nom de lettre correspondant dans l'alphabet gotique sous la forme daaz, restitué en gotique comme dags. *Dagaz est la forme reconstruite pour le proto-germanique à partir de cette correspondance et à partir du vieux saxon dag.
Cette rune dénotait à l'origine le son [d] ou [ð].
| Poème runique: | Traduction française: |
| Anglo-Saxon ᛞ Dæg byþ drihtnes sond, deore mannum, mære metodes leoht, myrgþ and tohiht eadgum and earmum, eallum brice. | Jour, lumière glorieuse du créateur, est envoyé par le seigneur; il est aimé des hommes, une source d'espoir et de bonheur Pour les riches et les pauvres, et au service de tous. |